# Peter Schmeichel
Peter Bolesław Schmeichel MBE (phát âm tiếng Đan Mạch: [ˈpʰe̝ˀtɐ ˈsmɑjˀkl̩]; sinh ngày 18 tháng 11 năm 1963) là một cựu cầu thủ bóng đá chuyên nghiệp người Đan Mạch từng chơi ở vị trí thủ môn. Ông được biết đến với những năm tháng thành công nhất tại câu lạc bộ Anh Manchester United, đội bóng mà ông đã trở thành đội trưởng để giành chiến thắng trong trận Chung kết UEFA Champions League 1999 để hoàn thành Cú ăn ba. Ông cũng đã giành được UEFA Euro 1992 với đội tuyển Đan Mạch.
Sinh ra ở Gladsaxe, Copenhagen, Schmeichel nổi tiếng với vóc dáng đáng sợ - cao 1,91 m (6 ft 3 in) và nặng gần 100 kg (15 st 10 lb) trong những ngày thi đấu - và mặc chiếc áo bóng đá cỡ XXXL được sản xuất đặc biệt. Là một đối thủ cạnh tranh khốc liệt, ông nổi tiếng với những lời chỉ trích lớn tiếng, không ngại ngùng về những sai lầm mà các hậu vệ nhận ra. So với các thủ môn khác, Schmeichel đã ghi 11 bàn trong sự nghiệp của mình, trong đó có một bàn cho đội tuyển quốc gia. Ông cũng là cầu thủ khoác áo đội tuyển Đan Mạch nhiều nhất, với 129 trận từ năm 1987 đến 2001. Ngoài chức vô địch Euro 92, ông đã chơi cho đất nước của mình tại FIFA World Cup 1998 và 3 giải đấu vô địch châu Âu. Ông là đội trưởng của đội tuyển quốc gia trong 30 trận đấu. Anh cũng đại diện cho Gladsaxe-Hero, Hvidovre, Brøndby, Sporting CP, Aston Villa và Manchester City trong sự nghiệp kéo dài từ năm 1981 đến năm 2003 và mang về 24 danh hiệu.
Được coi là một trong những thủ môn vĩ đại nhất mọi thời đại, ông được bầu chọn là Thủ môn xuất sắc nhất thế giới của IFFHS vào các năm 1992 và 1993, và vào năm 2000, IFFHS cũng xếp Schmeichel trong số 10 thủ môn xuất sắc nhất thế kỷ 20. Năm 2001, Schmeichel giành chiến thắng trong một cuộc thăm dò công khai do Reuters tổ chức, trong đó đa số 200.000 người tham gia bầu chọn anh là thủ môn xuất sắc nhất từ trước đến nay, trước Lev Yashin và Gordon Banks. Năm 2003, Schmeichel được đưa vào Ngôi đền của những huyền thoại bóng đá Anh để ghi nhận tác động của ông đối với các trận đấu của Ngoại hạng Anh. Vào tháng 3 năm 2004, ông được vinh danh là một trong "125 cầu thủ bóng đá vĩ đại nhất còn sống", tại Lễ kỷ niệm FIFA 100. Sự nổi tiếng của Schmeichel ở Anh đã lan rộng đến truyền hình, như trong vở opera Coronation Street có trụ sở tại Manchester, ông là tên của một Great Dane trước đây thuộc sở hữu của Chesney Brown. Con trai của ông, Kasper, hiện đang là cầu thủ chơi ở vị trí thủ môn cho câu lạc bộ Nice tại Ligue 1 và đội tuyển Đan Mạch.

## Đầu đời
Schmeichel sinh ra tại giáo xứ Søborggård của Gladsaxe, Đan Mạch, với Inger, một y tá người Đan Mạch và Antoni "Tolek" Schmeichel, một nhạc sĩ nhạc jazz người Ba Lan. Ông giữ quốc tịch Ba Lan cho đến năm 1970 khi ông, cha và ba chị gái của ông trở thành công dân Đan Mạch.
Schmeichel thừa hưởng tên đệm của mình - Bolesław - từ ông cố của mình. Ông đã dành những năm đầu của mình ở thị trấn Buddinge, Copenhagen , và bắt đầu sự nghiệp bóng đá của mình khi chơi cho một đội bóng ở vùng ngoại ô liền kề của Høje-Gladsaxe. Trận đấu đầu tiên của anh ấy diễn ra vào ngày 7 tháng 8 năm 1972 ở tuổi 8. Sau chuỗi trận bất bại kéo dài hai năm rưỡi, Schmeichel được tiếp cận bởi BK Hero, một đội từ một vài hạng trên Høje-Gladsaxe và với một trong những chương trình bóng đá trẻ lớn nhất ở Đan Mạch. BK Hero hợp nhất với Gladsaxe BK vào năm 1979 để tạo thành Gladsaxe-Hero BK, và Schmeichel được trao cơ hội chơi cho đội bóng đại diện của FA Zealand.
Trước khi trở thành một cầu thủ bóng đá chuyên nghiệp, Schmeichel đã phải làm một số công việc để kiếm sống. Công việc đầu tiên của ông là ở bộ phận nhuộm của một nhà máy dệt, nhưng những lo ngại về an toàn đã khiến ông phải từ chức. Sau đó, anh ấy dành 12 tháng làm người dọn dẹp tại nhà của một người già, trước khi nhận công việc văn phòng tại Quỹ Động vật Hoang dã Thế giới. Ban đầu anh ấy làm việc trong các cửa hàng của tổ chức, nhưng ba tuần sau khi anh ấy gia nhập, người quản lý cửa hàng rời đi và Schmeichel được thăng chức lên vị trí giám đốc bán hàng. Ngay sau đó, Schmeichel được yêu cầu thực hiện bốn tuần nghĩa vụ quân sự bắt buộc. Tuy nhiên, điều này trùng hợp với trại huấn luyện mùa hè của Hvidovre ở Bồ Đào Nha, nơi anh được phép tiếp tục với điều kiện anh hoàn thành nghĩa vụ quân sự vào tháng sau. Tuy nhiên, tình hình tổ chức phức tạp nảy sinh giữa WWF, bộ quốc phòng Đan Mạch và Hvidovre đã khiến Schmeichel từ bỏ làm việc cho WWF. Tiếp theo là một công việc với công ty lát sàn của bố vợ anh, cho đến khi anh nhận ra rằng đầu gối của anh không thể nâng đỡ khung hình 15 viên đá (95 kg) của mình trong tám giờ một ngày, và anh ấy đã được mời làm việc cho công ty quảng cáo thuộc sở hữu của chủ tịch Hvidovre, Niels Erik Madsen. Đây là công việc cuối cùng của ông bên ngoài bóng đá, vì anh ấy đã được đề nghị một hợp đồng với Brøndby vào mùa xuân năm sau.

## Sự nghiệp câu lạc bộ

### Những năm đầu
Cuối cùng tốt nghiệp vào đội cấp cao Gladsaxe-Hero, Schmeichel đã gặp người cố vấn đầu tiên của mình ở Svend Aage Hansen , huấn luyện viên đội đầu tiên của câu lạc bộ, và sau đó trở thành bố vợ của anh. Với việc Gladsaxe-Hero đã xuống hạng khỏi Giải hạng Ba Đan Mạch với ba trận còn lại, Hansen đã thăng chức cho Schmeichel và sáu người khác từ đội trẻ trong trận đấu với IF Skjold Birkerød . Đội đã thua 1–0, nhưng Schmeichel đã nhận được sự đề cập trên các tờ báo địa phương vì màn trình diễn cá nhân của anh ấy.  Vào cuối mùa giải, Hansen giải thích với Schmeichel kế hoạch của anh ấy cho tương lai, liên quan đến việc Schmeichel dành thêm hai mùa giải với Gladsaxe-Hero BK trước khi chuyển sang Hvidovre , chơi cho đội tuyển quốc gia Đan Mạch ., và cuối cùng có một sự nghiệp thành công ở nước ngoài. Schmeichel thừa nhận rằng anh đã nhận được lời đề nghị chơi cho đội trẻ của B 1903 , nhưng anh đã từ chối vì câu lạc bộ "có vẻ hơi nhàm chán".
Mùa giải tiếp theo, Gladsaxe-Hero chỉ cần tránh thất bại trước Stubbekøbing để tránh xuống hạng khỏi giải VĐQG Đan Mạch. Cuối cùng, Schmeichel đã chơi một trong những trận đấu hay nhất trong sự nghiệp của anh ấy và Gladsaxe-Hero đã giành chiến thắng trong trận đấu. Cuối trận, con gái của Hansen, Bente, chạy xuống sân và ôm lấy Schmeichel. Cả hai kết thúc như một cặp đôi, và cuối cùng họ đã kết hôn.
Mặc dù có hàng thủ tốt thứ 5 giải đấu, để thủng lưới 40 bàn sau 30 trận,  Schmeichel và Hvidovre chỉ đứng ở vị trí thứ 14 và bị xuống hạng vào năm 1985. Chỉ sau một mùa giải, câu lạc bộ đã trở lại ngay giải hạng 1, nhưng Schmeichel rời câu lạc bộ để gia nhập Brøndby . đã bị Hvidovre đánh mất vị trí á quân Đan Mạch trước. Vô địch giải VĐQG Đan Mạch trong năm đầu tiên của mình, anh ấy gia nhập một câu lạc bộ mà anh ấy đã giúp thành công.

### Brøndby (1987–1991)
Trước mùa giải 1987, Schmeichel gia nhập Brøndby, đội đã về nhì ở mùa giải trước. Trong 5 mùa giải mà Schmeichel thi đấu cùng Brøndby, họ đã 4 lần vô địch giải hạng 1. Đỉnh cao trong sự nghiệp Brøndby của anh ấy đến ở UEFA Cup 1990–91, nơi chứng kiến Schmeichel là một phần quan trọng của đội lọt vào bán kết, giữ sạch lưới 7 trận trong các giải đấu. Câu lạc bộ đã bị loại khỏi giải đấu sau thất bại 2-1 trên sân khách trước Roma với bàn thắng ở phút cuối của Rudi Völler. Schmeichel được bầu chọn thứ 10 trong cuộc bình chọn "Thủ môn xuất sắc nhất thế giới năm 1991" do IFFHS bình chọn.

### Manchester United (1991–1999)

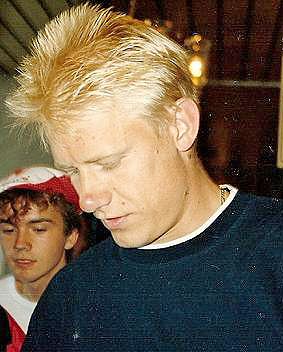
Schmeichel vào tháng 7 năm 1991, chỉ vài ngày sau khi ký hợp đồng với Manchester United.

Sau những màn trình diễn của anh ấy trên trường quốc tế, Manchester United đã ký hợp đồng với Schmeichel vào ngày 6 tháng 8 năm 1991 với giá 505.000 bảng,  mức giá được huấn luyện viên Manchester United Alex Ferguson mô tả vào năm 2000 là "món hời của thế kỷ."  Chủ yếu là vì vào thời điểm đó, Schmeichel còn là một ẩn số tương đối bên ngoài Đan Mạch, đặc biệt là trong các thành viên của United. Manchester United đã kết thúc với vị trí á quân trong mùa giải đầu tiên của Schmeichel. và họ cũng giành được Cúp Liên đoàn bóng đá lần đầu tiên trong lịch sử câu lạc bộ. Với những màn trình diễn của mình trong suốt mùa giải, anh đã được IFFHS bầu chọn là "Thủ môn xuất sắc nhất thế giới năm 1992".
Trong mùa giải 1992–93 , 22 trận giữ sạch lưới của Schmeichel đã giúp United giành chức vô địch Premier League, lần đầu tiên câu lạc bộ giành được danh hiệu hàng đầu nước Anh sau 26 năm.  Schmeichel một lần nữa được vinh danh là "Thủ môn xuất sắc nhất thế giới" vào năm 1993. Vào tháng 1 năm 1994, Schmeichel đã thất bại với Ferguson, khi United đã phung phí khi dẫn trước 3–0 để hòa 3–3 với Liverpool. Hai người đã cãi nhau khi Schmeichel "nói những điều kinh khủng nhất",  và sau đó anh ta bị Ferguson sa thải. Vài ngày sau, Schmeichel ngẫu hứng đưa ra lời xin lỗi tới các cầu thủ khác. Không hề hay biết, Ferguson đã nghe lén chuyện này, và ông đã để Schmeichel ở lại Manchester United. Schmeichel và United lặp lại chức vô địch Premier League vào cuối mùa giải, đồng thời giành FA Cup. United đã bị từ chối một cú ăn ba trong nước khi thua Aston Villa trong trận Chung kết Cúp Liên đoàn năm 1994, trận đấu mà Schmeichel bị treo giò.
Sau trận đấu với Arsenal vào tháng 11 năm 1996, Schmeichel bị tiền đạo Ian Wright của Arsenal buộc tội phân biệt chủng tộc . Trong trận đấu, Schmeichel và Wright đã xảy ra một số tranh cãi, cuối trận hai cầu thủ này đã đối đầu nhau trên đường rời sân. Sau trận đấu, có tin tức về cuộc điều tra của cảnh sát về vụ việc, nơi người ta cho rằng Schmeichel đã đưa ra nhận xét phân biệt chủng tộc. Sau nhiều tháng chính trị hóa bởi The FA và The PFA , những người muốn Schmeichel "cải đạo" làm áp phích của họ trong chiến dịch "Loại bỏ phân biệt chủng tộc ra khỏi bóng đá", không có bằng chứng nào được tìm thấy và vụ án đã bị hủy bỏ.
Schmeichel đã kết thúc sự nghiệp ở Manchester United trên đỉnh cao, khi Schmeichel cùng United giành được Treble, danh hiệu FA Premier League, FA Cup và UEFA Champions League, trong cùng một mùa giải. Trong trận bán kết FA Cup năm đó với Arsenal, Schmeichel đã cản phá được quả đá phạt đền của Dennis Bergkamp ở những phút cuối trận (mà Schmeichel tiết lộ rằng anh không biết đến thời gian) để đưa trận đấu vào hiệp phụ. Trong ngày Roy Keane bị treo giò, ông là đội trưởng của United trong trận chung kết UEFA Champions League vào tháng 5 năm 1999. Đối thủ của Man Utc là đội bóng Đức Bayern Munich dẫn trước 1–0 cho đến những phút hấp dẫn của trận đấu, khi United được hưởng một quả phạt góc. Schmeichel băng lên tấn công gây rối, và Teddy Sheringham ghi bàn thắng gỡ hòa. Vài giây sau, Ole Gunnar Solskjær ghi bàn ấn định chiến thắng 2-1 cho United để đảm bảo rằng sự nghiệp của Schmeichel tại United đã kết thúc ở mức cao nhất có thể. Trong một khoảnh khắc ăn mừng không thể nào quên, Schmeichel đã được thể hiện một cách vui vẻ trong khu vực của anh ấy sau bàn thắng ấn định chiến thắng của Solskjær.
Với sự ra đi của anh ấy, Manchester United gặp khó khăn trong việc tìm kiếm người thay thế anh ấy, trải qua một số thủ môn nổi tiếng bao gồm Mark Bosnich, Massimo Taibi, Fabien Barthez, Tim Howard và Roy Carroll trước khi cuối cùng mua Edwin van der Sar, người mà Sir Alex Ferguson coi là thủ môn xuất sắc nhất từng chơi cho câu lạc bộ kể từ thời Schmeichel.

### Sporting CP (1999–2001)
Schmeichel quyết định rời bóng đá Anh vào cuối mùa giải 1998–99, khi mùa giải kéo dài 60 trận đấu mệt mỏi, đi kèm với việc chơi với một câu lạc bộ thành công, đang đe dọa làm giảm tiêu chuẩn cao của anh ấy ở tuổi 36. Tìm kiếm một tốc độ chậm hơn bóng đá, anh ấy chuyển đến Sporting CP , nơi anh ấy đặt bút ký hợp đồng hai năm.  Trong mùa giải đầu tiên của mình với câu lạc bộ, anh ấy đã giành được chức vô địch Primeira Liga 1999–2000danh hiệu, chấm dứt 18 năm không có chức vô địch của đội. Vào cuối mùa giải 1999–2000, Schmeichel và Sporting CP đã đồng ý chấm dứt hợp đồng của anh ấy với hình thức chuyển nhượng tự do trở lại Manchester United theo thỏa thuận bằng miệng. Tuy nhiên, Sir Alex Ferguson đã gọi thương vụ này là do để mắt đến "tương lai", Fabien Barthez. Vấn đề hợp đồng với Sporting CP nhanh chóng được giải quyết và anh ấy tiếp tục có mùa giải thứ hai ở Bồ Đào Nha.
Năm thứ hai của anh ấy với Sporting thật đáng chú ý vì đó là lần đầu tiên sau 14 năm, kể từ thời Hvidovre của anh ấy, câu lạc bộ của Schmeichel đã kết thúc dưới vị trí thứ hai trong giải đấu. Schmeichel tuyên bố mong muốn kích hoạt tùy chọn hợp đồng thêm một năm nữa tại Sporting vào tháng 1 năm 2001, nhưng cuối cùng quyết định rời câu lạc bộ khi hợp đồng của anh hết hạn vào tháng 6 năm 2001.

### Aston Villa (2001–2002)
Schmeichel trở lại Anh với Aston Villa vào tháng 7 năm 2001, ký hợp đồng một năm với tùy chọn gia hạn thêm một năm.  Vào ngày 20 tháng 10 năm 2001, Schmeichel trở thành thủ môn đầu tiên ghi bàn thắng ở Premier League, trong trận thua 3–2 trước Everton ;  Chiến tích này đã được lặp lại chỉ năm lần kể từ: bởi Brad Friedel của Blackburn Rovers vào ngày 21 tháng 2 năm 2004, cũng từ một quả phạt góc; bởi Paul Robinson của Tottenham Hotspur từ một quả đá phạt trực tiếp vào ngày 17 tháng 3 năm 2007; bởi Tim Howard của Everton vào ngày 4 tháng 1 năm 2012; bởi Asmir Begović của Stoke City vào ngày 2 tháng 11 năm 2013; và bởi Alisson của Liverpool vào ngày 16 tháng 5 năm 2021.  Schmeichel rời Aston Villa sau một mùa giải sau khi anh tụt lại phía sau Peter Enckelman trong đơn đặt hàng của câu lạc bộ dưới thời tân huấn luyện viên Graham Taylor , người đã thay thế John Gregory vào tháng 2 năm 2002.

### Manchester City (2002–2003)
Năm 2002, Schmeichel hoàn tất việc chuyển đến Manchester City theo dạng chuyển nhượng tự do.  Anh chỉ chơi một mùa giải, 2002–03. Thành tích của Schmeichel trong trận derby Manchester là đặc biệt, ở chỗ anh chưa bao giờ ở bên thua cuộc. Trong chín năm của anh ấy với Manchester United, họ đã bất bại trước Manchester City, trong khi trong mùa giải duy nhất của anh ấy với Man City, họ đã giành chiến thắng tại Maine Road và hòa tại Old Trafford. Schmeichel tuyên bố từ giã sự nghiệp bóng đá vào tháng 4 năm 2003.

## Sự nghiệp quốc tế

Schmeichel chơi cho Đan Mạch tại Artemio Franchi Cup 1993, khi Gabriel Batistuta của Argentina sút vào khung thành.

Ông ra mắt đội tuyển bóng đá quốc gia Đan Mạch vào tháng 5 năm 1987, dưới sự dẫn dắt của huấn luyện viên quốc gia Sepp Piontek, và được chọn tham dự UEFA Euro 1988, nơi ông cuối cùng trở thành thủ môn xuất phát của Đan Mạch, sau khi ban đầu phục vụ cho Troels Rasmussen trong trận mở màn của Đan Mạch Thất bại 3–2 trước Tây Ban Nha; Tuy nhiên, Đan Mạch đã thua cả hai trận còn lại với tỷ số 2–0 trước Tây Đức và Ý, và bị loại ngay ở vòng đầu tiên của giải đấu.
Dưới thời tân huấn luyện viên quốc gia Richard Møller Nielsen , Schmeichel là thủ môn xuất phát của Đan Mạch tại giải Euro 92 mà họ đã giành chiến thắng. Mặc dù Đan Mạch ban đầu xếp sau Nam Tư trong chiến dịch vòng loại của họ cho giải đấu cuối cùng, quốc gia sau đó đã bị cấm tham gia cuộc thi, trong khi Đan Mạch thay thế họ trong trận chung kết.  Schmeichel đã thực hiện một loạt các pha cứu thua quan trọng trong suốt giải đấu,  giữ sạch lưới trong trận hòa 0–0 mở màn của Đan Mạch trước Anh , và tạo ra những pha cản phá quyết định trước Eric Cantona và Jean-Pierre Papin trong chiến thắng 2-1 trước Pháp để tiến đến vòng bán kết. Trong trận bán kết với đương kim vô địch Hà Lan, sau khi hòa 2–2 sau hiệp phụ, anh ấy đã cản phá một quả đá phạt đền từ Marco van Basten - người duy nhất bỏ lỡ loạt sút luân lưu - giúp Đan Mạch tiến tới chung cuộc trong chiến thắng luân lưu 5–4. Schmeichel cũng đã thực hiện một số pha cứu thua quyết định trong trận chung kết, và thậm chí còn cầm một quả tạt bằng một tay, giữ sạch lưới trong chiến thắng 2–0 của quốc gia anh ấy trước Đức.
Vào tháng 11 năm 1993, Schmeichel và Đan Mạch không vượt qua được vòng loại FIFA World Cup 1994, vì họ bằng điểm và hiệu số bàn thắng bại với Cộng hòa Ireland, và thua về số bàn thắng ghi được. Schmeichel chơi cho Đan Mạch tại Euro 96, do Anh đăng cai. Đương kim vô địch châu Âu đã bị loại ngay từ vòng bảng sơ bộ, dù có kết quả tương đương với VCK Euro 92 ở lượt đi. Dưới thời huấn luyện viên quốc gia Bo Johansson, Schmeichel là một phần của đội tuyển Đan Mạch tại FIFA World Cup 1998. Anh ấy là một trong những thành viên hàng đầu của chiến dịch Đan Mạch, kết thúc bằng thất bại 3–2 ở trận tứ kết trước Brasil.
Anh ghi bàn thắng duy nhất của mình cho đội tuyển quốc gia Đan Mạch, một quả phạt đền trong trận hòa 2–2 trước Bỉ , trong trận đấu khởi động cho Euro 2000 vào tháng 6 năm 2000. Anh đại diện cho Đan Mạch tại Euro 2000, nơi đội bị loại ở vòng bảng. Anh tuyên bố giã từ đội tuyển quốc gia vào tháng 2 năm 2001, và chơi trận cuối cùng (lần thứ 129 ra sân quốc tế) hai tháng sau đó, đội trưởng đội bóng trong trận giao hữu thắng 3–0 trước Slovenia tại Sân vận động Parken của Copenhagen; anh ấy được thay ra ở phút thứ 65 trong sự hoan nghênh nhiệt liệt, được thay thế bằng người dự bị lâu năm Peter Kjær. Anh ấy đã giữ sạch lưới trong trận đấu - điều mà anh ấy đã làm được, đáng kinh ngạc, trong 42% số lần ra sân cho Manchester United.

## Phong cách thi đấu
Schmeichel được các chuyên gia cũng như các đồng nghiệp thủ môn cũ và hiện tại đánh giá là một trong những thủ môn vĩ đại nhất mọi thời đại, và cũng là thủ môn vĩ đại nhất của Đan Mạch từ trước đến nay, và được mô tả là một thủ môn hiện đại, tài năng, đẳng cấp thế giới và hoàn thiện, người cũng nổi bật về tuổi thọ của sự nghiệp. Một thủ môn cao lớn, mạnh mẽ và có thể lực tốt, với một khung lớn và tầm xa, cũng như phản xạ tuyệt vời, anh ấy cũng cực kỳ thể thao và nhanh nhẹn đối với một cầu thủ tầm cỡ của anh ấy, và được biết đến cho khả năng bao quát khung thành bằng những pha cứu thua " sao nhảy " đặc trưng của anh ấy, một kỹ thuật mà anh ấy báo cáo đã phát triển từ việc chơi bóng ném .
Anh được đánh giá cao về kỹ thuật thủ môn, khả năng cản phá và định vị giữa các trụ, cũng như khả năng chỉ huy khu vực, xử lý và khả năng lao ra ngoài đường biên của anh ấy cả trong những tình huống một chọi một hay khi lao ra tranh chấp. thập tự giá.  Một đối thủ can đảm và quyết liệt, anh ta là một người có tiếng nói trong khung thành, được biết đến với tính cách mạnh mẽ, tâm lý, khả năng tổ chức phòng ngự và khả năng lãnh đạo từ phía sau, cũng như những lời chỉ trích của anh ấy đối với các hậu vệ của mình bất cứ khi nào họ mắc sai lầm. Anh ấy cũng có hiệu quả trong việc ngăn chặn các quả phạt đền.  Ngoài khả năng thủ môn, anh còn được biết đến với khả năng đọc trận đấu cũng như sự lão luyện với bóng trong chân, khả năng phân phối và phản công nhanh bằng đường dài và chính xác của mình. ném và đá. Khác thường đối với một thủ môn, anh ấy thường thực hiện các quả phạt góc trong khu vực của đối phương khi đội của anh ấy đang theo dõi, và ghi được 11 bàn thắng trong sự nghiệp của mình.

## Sự nghiệp sau khi giải nghệ
Vào tháng 12 năm 1999, Schmeichel trở thành chủ sở hữu câu lạc bộ thời thơ ấu của mình Hvidovre IF, nhưng rút khỏi câu lạc bộ vào tháng 6 năm 2002.
Schmeichel làm việc như một chuyên gia cho BBC sau khi nghỉ hưu, là nhà phân tích thường xuyên của Trận đấu trong ngày cho đến năm 2005. Sau đó, ông bắt đầu tổ chức các trận đấu UEFA Champions League trực tiếp trên kênh truyền hình Đan Mạch TV3 +, cùng với Preben Elkjær và Brian Laudrup các chuyên gia của studio. Tuy nhiên, anh ấy vẫn thỉnh thoảng làm việc với tư cách là một chuyên gia cho BBC .
Sự nổi tiếng của anh ấy ở Anh có lẽ được đo lường tốt nhất bởi Chesney Brown trong vở opera Coronation Street có trụ sở tại Manchester, đặt tên cho con chó cũ của anh ấy (một Great Dane) là "Schmeichel".
Anh ấy cũng tham gia Soccer Aid , và chơi cho đội Rest of the World, đội đã thua 2-1 sau khi bị thay ra ở hiệp một. Schmeichel từng là thí sinh trong loạt chương trình truyền hình nổi tiếng vào tối thứ Bảy năm 2006 của đài BBC . Anh ấy cũng xuất hiện trên The Weakest Link ở Anh, nhưng anh ấy đã bị bình chọn là mắt xích yếu nhất trong vòng đầu tiên.
Vào ngày 31 tháng 8 năm 2007, một nhóm nhà đầu tư bao gồm Schmeichel thông báo ý định đầu tư 250 triệu DKK ( 33,5 triệu euro) vào câu lạc bộ bóng đá Brøndby IF và đưa anh ta trở thành giám đốc thể thao. Điều này đã được công bố trong một cuộc họp báo bằng tiếng Đan Mạch tại một khách sạn ở Copenhagen . Đề nghị đã thất bại khi Brøndby không chấp nhận đề nghị trong thời hạn của nhóm.
Vào tháng 2 năm 2007, anh trở thành người dẫn chương trình trong một cuộc thi mới, trên TV3 có tên 1 mod 100 (phiên bản Đan Mạch của 1 vs. 100 ). Năm 2008, anh trở thành người dẫn chương trình Dirty Jobs phiên bản châu Âu của kênh Discovery.
Năm 2018, Schmeichel dẫn chương trình do đài truyền hình nhà nước RT của Nga sản xuất. Họ có hình thức kết hợp giữa báo cáo bóng đá và du lịch, nhân dịp World Cup bóng đá trong nước. Ông đã bị chỉ trích vì tham gia hoạt động thể thao, bằng cách nhận tiền để quảng bá nước Nga của Vladimir Putin và quốc gia sa mạc Qatar. Ngoài ra, ông còn là người ủng hộ đề xuất không phổ biến của FIFA rằng World Cup được tổ chức hai năm một lần.

## Thống kê sự nghiệp

### Câu lạc bộ
| Câu lạc bộ          | Mùa giải            | Giải vô địch        | Giải vô địch | Giải vô địch | Cúp quốc gia | Cúp quốc gia | Cúp liên đoàn | Cúp liên đoàn | Châu lục | Châu lục | Khác | Khác | Tổng cộng | Tổng cộng |
| Câu lạc bộ          | Mùa giải            | Hạng đấu            | Trận         | Bàn          | Trận         | Bàn          | Trận          | Bàn           | Trận     | Bàn      | Trận | Bàn  | Trận      | Bàn       |
| ------------------- | ------------------- | ------------------- | ------------ | ------------ | ------------ | ------------ | ------------- | ------------- | -------- | -------- | ---- | ---- | --------- | --------- |
| Hvidovre            | 1984                | Danish 1st Division | 20           | 0            |              |              | —             | —             | —        | —        | —    | —    | 20        | 0         |
| Hvidovre            | 1985                | Danish 1st Division | 28           | 6            |              |              | —             | —             | —        | —        | —    | —    | 28        | 6         |
| Hvidovre            | 1986                | Danish 2nd Division | 30           | 0            |              |              | —             | —             | —        | —        | —    | —    | 30        | 0         |
| Hvidovre            | Tổng cộng           | Tổng cộng           | 78           | 6            |              |              | —             | —             | —        | —        | —    | —    | 78        | 6         |
| Brøndby             | 1987                | Danish 1st Division | 23           | 2            |              |              | —             | —             | 2        | 0        | —    | —    | 25        | 2         |
| Brøndby             | 1988                | Danish 1st Division | 26           | 0            |              |              | —             | —             | 4        | 0        | —    | —    | 30        | 0         |
| Brøndby             | 1989                | Danish 1st Division | 26           | 0            |              |              | —             | —             | 2        | 0        | —    | —    | 28        | 0         |
| Brøndby             | 1990                | Danish 1st Division | 26           | 0            |              |              | —             | —             | 2        | 0        | —    | —    | 28        | 0         |
| Brøndby             | 1991                | Danish Superliga    | 18           | 0            |              |              | —             | —             | 10       | 0        | —    | —    | 28        | 0         |
| Brøndby             | Tổng cộng           | Tổng cộng           | 119          | 2            |              |              | —             | —             | 20       | 0        | —    | —    | 139       | 2         |
| Manchester United   | 1991–92             | First Division      | 40           | 0            | 3            | 0            | 6             | 0             | 3        | 0        | 1    | 0    | 53        | 0         |
| Manchester United   | 1992–93             | Premier League      | 42           | 0            | 3            | 0            | 2             | 0             | 1        | 0        | —    | —    | 48        | 0         |
| Manchester United   | 1993–94             | Premier League      | 40           | 0            | 7            | 0            | 8             | 0             | 4        | 0        | 1    | 0    | 60        | 0         |
| Manchester United   | 1994–95             | Premier League      | 32           | 0            | 7            | 0            | 0             | 0             | 3        | 0        | 1    | 0    | 43        | 0         |
| Manchester United   | 1995–96             | Premier League      | 36           | 0            | 6            | 0            | 1             | 0             | 2        | 1        | —    | —    | 45        | 1         |
| Manchester United   | 1996–97             | Premier League      | 36           | 0            | 3            | 0            | 0             | 0             | 9        | 0        | 1    | 0    | 49        | 0         |
| Manchester United   | 1997–98             | Premier League      | 32           | 0            | 4            | 0            | 0             | 0             | 7        | 0        | 1    | 0    | 44        | 0         |
| Manchester United   | 1998–99             | Premier League      | 34           | 0            | 8            | 0            | 0             | 0             | 13       | 0        | 1    | 0    | 56        | 0         |
| Manchester United   | Tổng cộng           | Tổng cộng           | 292          | 0            | 41           | 0            | 17            | 0             | 42       | 1        | 6    | 0    | 398       | 1         |
| Sporting CP         | 1999–2000           | Primeira Liga       | 28           | 0            | 2            | 0            | —             | —             | 2        | 0        | —    | —    | 32        | 0         |
| Sporting CP         | 2000–01             | Primeira Liga       | 27           | 0            | 0            | 0            | —             | —             | 4        | 0        | 3    | 0    | 34        | 0         |
| Sporting CP         | Tổng cộng           | Tổng cộng           | 55           | 0            | 2            | 0            | —             | —             | 6        | 0        | 3    | 0    | 66        | 0         |
| Aston Villa         | 2001–02             | Premier League      | 29           | 1            | 1            | 0            | 2             | 0             | 4        | 0        | —    | —    | 36        | 1         |
| Manchester City     | 2002–03             | Premier League      | 29           | 0            | 1            | 0            | 1             | 0             | —        | —        | —    | —    | 31        | 0         |
| Tổng cộng sự nghiệp | Tổng cộng sự nghiệp | Tổng cộng sự nghiệp | 602          | 9            | 45           | 0            | 20            | 0             | 72       | 1        | 9    | 0    | 748       | 10        |

### Quốc tế
| Đội tuyển quốc gia | Năm       | Trận | Bàn |
| ------------------ | --------- | ---- | --- |
| Đan Mạch           | 1987      | 5    | 0   |
| Đan Mạch           | 1988      | 11   | 0   |
| Đan Mạch           | 1989      | 12   | 0   |
| Đan Mạch           | 1990      | 10   | 0   |
| Đan Mạch           | 1991      | 7    | 0   |
| Đan Mạch           | 1992      | 12   | 0   |
| Đan Mạch           | 1993      | 9    | 0   |
| Đan Mạch           | 1994      | 7    | 0   |
| Đan Mạch           | 1995      | 8    | 0   |
| Đan Mạch           | 1996      | 10   | 0   |
| Đan Mạch           | 1997      | 6    | 0   |
| Đan Mạch           | 1998      | 10   | 0   |
| Đan Mạch           | 1999      | 11   | 0   |
| Đan Mạch           | 2000      | 10   | 1   |
| Đan Mạch           | 2001      | 1    | 0   |
| Tổng cộng          | Tổng cộng | 129  | 1   |

Bàn thắng và danh sách kết quả ghi bàn thắng của Đan Mạch đầu tiên, cột điểm cho biết điểm số sau bàn thắng của Schmeichel.
| # | Thời gian               | Địa điểm                                  | Đối thủ | Tỉ số | Kết quả | Giải đấu |
| - | ----------------------- | ----------------------------------------- | ------- | ----- | ------- | -------- |
| 1 | Ngày 3 tháng 6 năm 2000 | Sân vận động Parken, Copenhagen, Đan Mạch | Bỉ      | 2–1   | 2–2     | Giao hữu |

## Danh hiệu
Brøndby
- Danish Superliga: 1986–87, 1987–88, 1989–90, 1990–91
- Danish Cup: 1988–89

Manchester United
- Premier League: 1992–93, 1993–94, 1995–96, 1996–97, 1998–99
- FA Cup: 1993–94, 1995–96, 1998–99
- EFL Cup: 1991–92
- FA Community Shield: 1993, 1994, 1996, 1997
- UEFA Champions League: 1998–99
- UEFA Super Cup: 1991

Sporting CP
- Primeira Liga: 1999–2000
- Supertaça Cândido de Oliveira: 2000

Aston Villa
- UEFA Intertoto Cup: 2001

Đan Mạch
- UEFA European Championship: 1992

Cá nhân
- Honorary Member of the Order of the British Empire (MBE): 2001
- Det Gyldne Bur (Goalkeeper of the Year in the Danish League): 1987, 1988, 1990, 1992
- Danish Football Player of the Year: 1990, 1993, 1999
- UEFA European Championship Team of the Tournament: 1992
- UEFA Goalkeeper of the Year: 1992, 1993, 1998
- IFFHS World's Best Goalkeeper: 1992, 1993
- PFA Team of the Year: 1992–93 Premier League
- Premier League Player of the Season: 1995–96
- UEFA Club Goalkeeper of the Year: 1997–98
- UEFA Champions League 10 Seasons Dream Team (1992 to 2002): 2002
- English Football Hall of Fame: 2003
- PFA England League Team of the Century (1907 to 2007): 2007
- Premier League 10 Seasons Awards (1992–93 to 2001–02):
  - Overseas and overall Team of the Decade
  - Save of the Decade (vs. Newcastle, 21 December 1997)
- Premier League 20 Seasons Awards (1992–93 to 2011–12):
  - Fantasy Teams of the 20 Seasons public and panel choice
- FIFA 100
- Danish Football Hall of Fame
- World Soccer: The 100 Greatest Footballers of All Time
- Football League 100 Legends